# 細山恵里
細山 恵里（ほそやま えり、1977年 - ）は、平成時代の日本の陸上競技選手。第79回日本陸上競技選手権大会女子砲丸投優勝者。

## 略歴
1995年、高校3年生で出場した第79回日本選手権で、高校歴代2位（当時）・群馬県高校新記録となる15m00を投げて優勝。一般に若さがアドバンテージになるトラック種目と違って、経験と肉体の成熟を必要とする砲丸投において、高校生が日本チャンピオンとなったことは大きな驚きであり、陸上界の話題となった。群馬県立富岡東高等学校から東京学芸大学教育学部に進学。1999年の日本学生選手権で14m70をマークして3位に入るなどの活躍を見せた。
その後は怪我に見舞われた。
2000年から群馬県公立高校教員に採用され、後進の指導にあたっている。
-高崎女子高等学校